# The Kyiv Independent
The Kyiv Independent ist ein englischsprachiges ukrainisches Onlinemedium, das am 11. November 2021 von ehemaligen Mitarbeitern der Kyiv Post und der Medienberatung Jnomics Media gegründet wurde. Hauptanliegen war, „der Ukraine eine weltweite Stimme zu geben“. Die Online-Zeitung ist auch auf Twitter aktiv. Chefredakteurin ist Olha Rudenko. Laut Einschätzung des Berufsverbands deutscher Journalisten (Freischreiber) gehört The Kyiv Independent zu jenen Medien in Russland und der Ukraine, „die zuverlässige, seriöse Informationen zum Krieg in der Ukraine veröffentlichen“.

## Gründung
Ab Oktober 2021 kam es zwischen Mitarbeitern der Kyiv Post und dem Eigentümer der Zeitung zu Streitigkeiten. Dahinter sahen Journalisten der Zeitung den Sachverhalt, dass auch unter der Regierung Selenskyj ihre bisherige kritische Berichterstattung sich nachteilig auf die Geschäfte des Eigentümers auswirkte, der die Zeitung im März 2018 für 3,5 Millionen Dollar von Mohammad Zahoor gekauft und 7 Millionen Dollar in die kaum rentable Zeitung investiert hatte. Der Gründer ist der syrischstämmige Großinvestor Adnan Kivan (Kadorr Group, zu der  Kanal Odessa 7 gehört). Brian Bonner, der frühere Vorstandsvorsitzende der Kyiv Post, sagte, die „bruchstückhafte Berichterstattung“ der Zeitung habe sie in Konflikt mit bisher jeder ukrainischen Regierung gebracht, über die sie berichtete, einschließlich der derzeitigen Regierung Selenskyjs. Dieser habe versucht, sich gegenüber westlichen Regierungen als Reformer darzustellen und die kritische Berichterstattung sei als Untergrabung dieser Botschaft angesehen worden. Die Regierung habe begonnen, sich auf Kivan zu stützen, dieser habe den  Besitz eines „Kreuzzugsmedienunternehmens“ als größeren Ärger angesehen, als es wert gewesen sei.
„Das Büro des Präsidenten bestreitet es, die Staatsanwaltschaft bestreitet es, Kivan bestreitet es – aber ich weiß, dass wir unter Druck standen […] Die Kiewer Post überlebte [ehemalige Präsidenten] Kutschma, Juschtschenko, Janukowytsch und Poroschenko, starb aber unter Selenskyj. Das war eine große Überraschung für mich.“
Auch Olha Rudenko, stellvertretende Chefredakteurin, sagte gegenüber Euromaidan Press, Kivan habe „Signale der Unzufriedenheit“ von der Regierung erhalten. Darin sah Rudenko die Bestätigung von Gerüchten, „dass der Druck der Präsidialverwaltung ein Grund für das abrupte Schweigen einer wichtigen internationalen Stimme der Ukraine gewesen sein könnte.“ Diese Sicht teilten auch andere Journalisten.
Adnan wollte ohne Absprache mit der Redaktion eine neue ukrainisch- und russischsprachige Ausgabe mit einem von ihm ausgewählten Team gründen. Am 14. Oktober 2021 erfuhr die Redaktion aus einer Facebookmitteilung Olena Rotaris (Chefredakteurin von Kanal Odessa 7), sie bereite als neue Herausgeberin eine ukrainische Ausgabe der Kyiv Post vor und stelle dafür eine komplette Redaktion ein. Teile der Redaktion befürchteten, Kivan werde „den von ihr aufgebauten guten Namen nutzen, um auf Ukrainisch und Russisch ‚eine Replikpublikation zu schaffen, die Artikel veröffentlichen würde, die dem Interesse des Eigentümers dienen sollen‘“.
Journalisten der Kyiv Post sahen dies als einen Eingriff in ihre von Adnan ursprünglich zugesicherte redaktionelle Freiheit und forderten, vom PEN Ukraine unterstützt, ihnen entweder den Einfluss auf die neue Publikation zu geben, die Zeitung zu verkaufen oder das Label der Zeitung auf die Redaktion zu übertragen. Kivan schloss daraufhin am 8. November 2021 die Zeitung und entließ alle Mitarbeiter, was als erneuter Angriff auf die redaktionelle Freiheit und als „Racheakt“ betrachtet wurde;

Die erneuerte Kyiv Post nahm nach drei Wochen im Dezember 2021 die Arbeit mit einer größtenteils neuen Redaktion wieder auf. CEO wurde in der Nachfolge Bonners, der in den Ruhestand ging, Luc Chenier. Dieser versuchte, die Neuauflage „zu einer Publikation zu machen, die eine positivere Geschichte über die Ukraine erzählt“. Es sei ein neuer Ton, Werbetreibende würden eher bereit sein, ihn zu unterstützen. Viele Leute hätten ihm gesagt, sie hätten aufgehört, die alte Kyiv Post zu lesen, weil die Zeitung mit ihrem „unerbittlichen Fokus auf Korruption und Regierungsmissbräuche“ zu deprimierend geworden sei.
Aus der Ukraine kommen immer wieder negative Nachrichten. Ich bin seit 21 Jahren hier und weiß, dass dies nur ein kleiner Tropfen dessen ist, was die Ukraine ist ... Wir sind die globale Stimme der Ukraine – nicht die Korruptionsstimme der Ukraine.
30 der 50 entlassenen Mitarbeiter des Redaktionsteams der Kyiv Post gründeten drei Tage nach der Schließung, am 11. November 2021, den Kyiv Independent. Die Journalisten äußerten, sie glaubten nicht, dass es weiterhin eine unabhängige Kyiv Post geben werde und wollten daher eine neue Publikation gründen. Am 15. November wurde die Publikation öffentlich angekündigt, die erste Ausgabe erschien am 22. November. Am 25. November hatte ihr Patreon-Konto schon 500 Abonnenten, Anfang Dezember 655, die zusammen 10 000 Dollar im Monat beisteuerten.
Das Team aus Redakteuren und Journalisten schloss sich mit Medienmanagern von Jnomics Media zusammen, einem in Kiew und London ansässigen Beratungsunternehmen, das am 17. April 2019 von Jakub Parusinski und Daryna Shevchenko gegründet wurde, die beide zwischen 2011 und 2017 bei der Kyiv Post tätig gewesen waren. Das Team entschied sich einstimmig für Olha Rudenko, die ehemalige stellvertretende Chefredakteurin der Kyiv Post, als Chefredakteurin der neuen Publikation, die gerade als Stipendiatin an der Universität von Chicago studierte. Daryna Schewtschenko, Partnerin bei Jnomics Media, und Jakub Parusinski, geschäftsführender Partner dieses Beratungsunternehmens, wurden CEO bzw. CFO des neuen Unternehmens.
Am ersten Tag brachte das Team sein erstes redaktionelles Produkt auf den Markt, einen täglichen Newsletter Ukraine Daily, der seither fünf Tage pro Woche in den Posteingängen der Abonnenten landet. Sehr früh beherrschten detaillierte Berichte über den russischen Truppenaufmarsch an den Grenzen der Ukraine die Newsfeeds. „Meinungskolumnen analysieren die Motive von Wladimir Putin und die Reaktionen des Westens, und Politik und Korruption bleiben regelmäßige Inhalte.“ Rudenko äußerte, die Ukraine brauche hochwertige Nachrichtenportale wie früher die Kyiv Post „um dem russischen Narrativ entgegenzuwirken.“
Der Kyiv Independent wurde mit Hilfe eines Sofortzuschusses der kanadischen Regierung in Höhe von 200.000 kanadischen Dollar unterstützt. Ashley Mulroney, die Direktorin des ukrainischen Entwicklungsprogramms bei der kanadischen Botschaft in Kiew, äußerte, der Zuschuss, der über das European Endowment for Democracy verteilt wurde, sei „Teil einer breiteren kanadischen Unterstützung für freie Medien und Demokratisierung in der Ukraine“.
Spendengelder und die Einnahmen der Leser wurden zu den Hauptfinanzierungsquellen der Publikation. Anfang Februar begann die Publikation mit Werbung zu arbeiten und veröffentlichte erste kommerzielle Beiträge auf ihrer Website. Der Krieg Russlands gegen die Ukraine und seine wirtschaftlichen Auswirkungen haben jedoch alle kommerziellen Aktivitäten zum Erliegen gebracht.
Crowdfunding ist heute eine wichtige Finanzierungsquelle für das Magazin. Am 21. März 2022, inmitten der russischen Invasion in der Ukraine, hatte die GoFundMe-Kampagne des Independent über 1,4 Millionen GBP erreicht.
Der Kyiv Independent hat sich dazu verpflichtet, teilweise im Besitz seiner Journalisten zu sein, und hat erklärt, dass er nicht „einem reichen Eigentümer oder Oligarchen dienen wird“.
Die Zeitung sieht die Arbeit auf sozialen Medien als einen wichtigen Schwerpunkt. Ein besonderes Social-Media-Team komme sowohl aus der Ukraine als auch aus dem Ausland. „Bei uns arbeiten englische Muttersprachler:innen, die viel Positives einbringen: hohe journalistische Standards, gutes Storytelling, ein erstklassiges Englisch“, so Schewtschenko.

## Mitarbeiter
Leitende Angestellte sind:
- Daryna Schewtschenko – Chief Executive Officer
- Olha Rudenko – Editor-in-Chief
- Jakub Parusinski – acting Chief Financial Officer.[35][36]
- Oleksij Sorokin – Chief Operating Officer and Political Editor[37]

Daryna Schewtschenko hat 10-jährige Erfahrung als Medienmanagerin, Trainerin und Medienberaterin. Nach ihrer Tätigkeit bei Kyiv Post wurde sie zunächst Geschäftsführerin der Media Development Foundation, danach übernahm sie die Abteilung für investigativen Journalismus beim Fernsehsender ZIK. Dabei arbeitete sie als ausführende Produzentin des investigativen Mediums Slidstvo.Info. Schließlich kam sie als Partnerin zu Jnomics Media Consulting.
Jakub Parusinski ist ein ehemaliger Journalist und Medienmanager mit mehr als 10 Jahren Erfahrung in der Leitung von Projekten im Medienbereich. Er schrieb für die Financial Times und The Economist und war von 2013 bis 2014 Chefredakteur und dann CEO der Kyiv Post. Unter seiner Führung erhielt die Kyiv Post die Ehrenmedaille für Hervorragende Journalistische Leistung von der Missouri School of Journalism. Nachdem er seinen Masterabschluss in Business Administration bei INSEAD gemacht hatte, arbeitete er von 2015 bis 2018 bei McKinsey mit Vertretern der Banken-, Pharma-, Bau- und Telekommunikationsbranche zusammen, außerdem mit dem öffentlichen Sektor. Schwerpunkte waren Projekte in digitaler Strategie, Advanced Analytics und Change Management. Er ist Business Editor von TheFix und Vorsitzender des Vorstands der Media Development Foundation (MDF). Darüber hinaus ist er Managing Partner von Jnomics Media, "das Medien in der CEE-Region beim Aufbau nachhaltiger Betriebsmodelle unterstützt und als Berater für mehrere Start-ups im Kommunikationsbereich fungiert."

## Russischer Überfall auf die Ukraine
Der Kyiv Independent ist für seine Berichterstattung während des russischen Überfalls auf die Ukraine im Jahr 2022 bekannt geworden. Nach dem Einmarsch stieg die Zahl der Twitter-Follower des Blattes um über eine Million. Aufgrund der russischen Angriffe auf Kiew verließ der Großteil der Mitarbeiter des Blattes aus Sicherheitsgründen die Stadt; drei erfahrene Kriegsreporter blieben zurück.
CEO Daryna Schewtschenko blieb bis Mitte März 2022 in Kiew. „Einige unserer ausländischen Mitarbeiter sind in ihre Heimat geflohen, weil ihre Regierungen sie evakuiert haben. Wir anderen sind über Kiew, die Zentralukraine und die Westukraine verteilt. Manche arbeiten im Moment weniger, weil sie sich um ihre Familien kümmern müssen, keinen Zugang zum Internet haben oder die meiste Zeit im Bunker verbringen. Aber kein Mitarbeiter hat wegen des Kriegs aufgehört, für uns zu arbeiten“, so Schewtschenko in einem Interview vom 21. März.
Am 1. März 2022 zitierte Ursula von der Leyen in ihrer Rede auf der Plenartagung des Europäischen Parlaments zu Russlands Aggression gegen die Ukraine aus einem Leitartikel des Kyiv Independent.
Kyiv Independent gründete 2023 ein eigenes Team, das russische Kriegsverbrechen untersucht. Im Juli 2023 erschien der Dokumentarfilm Uprooted: An investigation into Russia’s abduction of Ukrainian children. (Entwurzelt: Eine Untersuchung über die Entführung ukrainischer Kinder durch Russland.).